# Banyutus lethifer
Banyutus lethifer is een insect uit de familie van de mierenleeuwen (Myrmeleontidae), die tot de orde netvleugeligen (Neuroptera) behoort. 
Banyutus lethifer is voor het eerst wetenschappelijk beschreven door Navás in 1912.